# Rally Ciudad de Oviedo de 1967
El Rally Ciudad de Oviedo de 1967, oficialmente 4.º Rally Ciudad de Oviedo, fue la cuarta edición y la octava cita de la temporada 1967 del Campeonato de España de Rally. Se celebró el 17 de septiembre y contó con un itinerario de dieciséis tramos que sumaban un total de 525 km cronometrados.

## Itinerario
| Día   | Tramo | Nombre                |
| ----- | ----- | --------------------- |
| Día 1 | TC1   | Oviedo                |
| Día 1 | TC2   | Gijón                 |
| Día 1 | TC3   | La Providencia        |
| Día 1 | TC4   | Alto Buenos Aires     |
| Día 1 | TC5   | Fito Norte            |
| Día 1 | TC6   | Arriondas             |
| Día 1 | TC7   | Infiesto              |
| Día 1 | TC8   | El Berrón             |
| Día 1 | TC9   | La Gargantada         |
| Día 1 | TC10  | Tudela Veguín         |
| Día 1 | TC11  | Puente de los Fierros |
| Día 1 | TC12  | Pajares               |
| Día 1 | TC13  | Lago Enol             |
| Día 1 | TC14  | Fito Sur              |
| Día 1 | TC15  | El Pedroso            |
| Día 1 | TC16  | Naranco               |

## Clasificación final
| Pos. | Piloto                      | Copiloto             | Automóvil      | Tiempo |
| ---- | --------------------------- | -------------------- | -------------- | ------ |
| 1.   | Ben Heiderich               | Ricardo Muñoz        | Porsche 911 S  | ?      |
| 2.   | Antonio Pérez Sutil         | Dionisio Morán       | SEAT 850 Coupé |        |
| 3.   | Benito Morán                | José María Fernández | SEAT 850 Coupé |        |
| 4.   | Eusebio Bonjoch             | Manuel Murillo       | SEAT Abarth    |        |
| 5.   | Jaime López Acha            |                      | Simca 1000     |        |
| 6.   | Félix Hernández             | José A. Tarrazo      | Simca 1000     |        |
| 7.   | José María Fernández Hulton | Alberto Prado        | Lotus Esprit   |        |
| 8.   | Gerardo Izquierdo           | Fermín Martínez      | Simca 1000     |        |
| 9.   | Miguel Ángel Colino         |                      | SEAT 600 D     |        |
| 10.  | Avelino Goicoechea          | Manuel Matilla       | Austin-Healey  |        |